# جاك فاتون
جاك (جاكي) فاتون (19 ديسمبر 1925 في إكسينكورت) لاعب كرة قدم سويسري الجنسية فرنسي المولد معتزل كان يجيد اللعب في مركز المهاجم .
بدأ فاتون مسيرته الرياضية في نادي سيرفيت السويسري حيث توج هدافا لبطولة دوري الدرجة الممتازة 3 مرات مواسم 1948-1949 ، 1949-1950 ، و1961-1962 . ثم انتقل إلى نادي ليون الفرنسي .
شارك مع منتخب سويسرا في 53 مباراة مسجلا 29 هدف حيث شارك في نهائيات بطولة كأس العالم لكرة القدم 1950 التي أقيمت في البرازيل حيث خرج من الدور الأول على يد المستضيف وبطولة كأس العالم لكرة القدم 1954 التي استضافتها سويسرا وخرج من الدور الربع النهائي على يد منتخب النمسا .

## روابط خارجية
- جاك فاتون على موقع الاتحاد الدولي (مؤرشف)  (الإنجليزية)
- جاك فاتون على موقع قاعدة بيانات كرة القدم.إي يو (الإنجليزية)
- جاك فاتون على موقع ناشيونال فوتبول تيمز (الإنجليزية)